# Хізабавра (Аспіндза)
Хізабавра (груз. ხიზაბავრა) — село в Грузії.
За даними перепису населення 2014 року в селі проживає 585 осіб.